# Adoratrices de la Sangre de Cristo
La Congregación de las Adoratrices de la Sangre de Cristo (oficialmente en latín: Sorores Adoratrices Pretiossimi Sanguinis) es una congregación religiosa católica femenina de derecho pontificio, fundada por la religiosa italiana María de Mattias, bajo la inspiración de la obra de Gaspar del Búfalo, en Acuto, el 4 de marzo de 1834. A las religiosas de este instituto se les conoce como adoratrices o adoradoras de la Sangre de Cristo, o simplemente como preciosinas, y posponen a sus nombres las siglas A.S.C.

## Historia

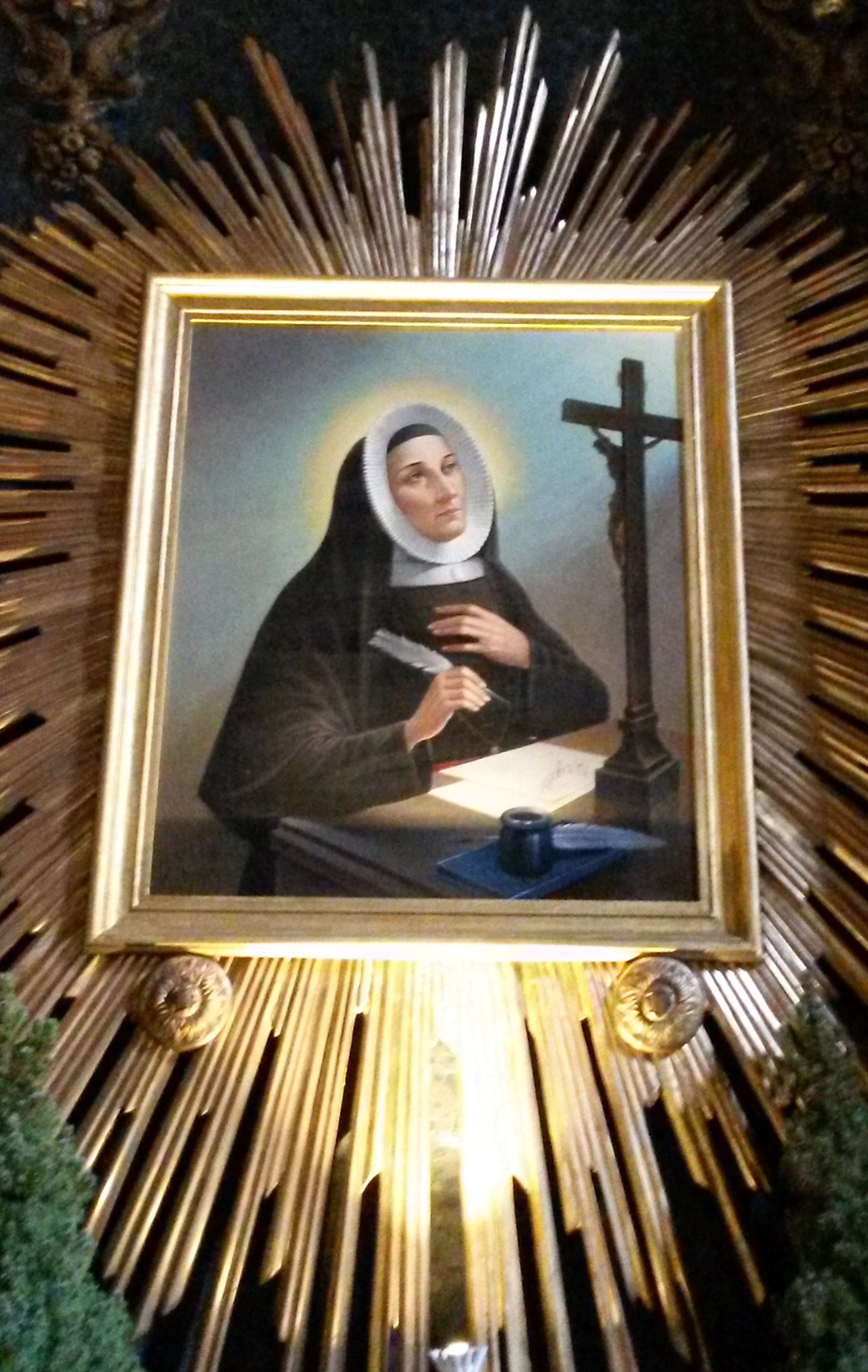
María de Mattias (1805-1888), fundadora de la congregación.

Luego de haber fundado a los Misioneros de la Preciosísima Sangre, el sacerdote italiano Gaspar del Búfalo quiso fundar la rama femenina del instituto. Sin embargo, por las dificultades que se le presentaron debió remandar hasta casi al final de su vida la fundación. Fue María de Mattias, quien inspirada por la obra de Gaspar, la que fundó la Congregación de las Adoratrices de la Sangre de Cristo, el 4 de marzo de 1834, en Acuto.
En 1847, se unieron a la congregación las Adoratrices de la Preciosísima Sangre de Steinerberg, que habían sido fundadas por María Magdalena de la Encarnación en 1845, en Coira (Suiza).
El 30 de mayo de 1855 la congregación obtuvo el decreto pontificio de alabanza, mediante el cual pasó a ser un instituto religioso de derecho pontificio. Sus constituciones fueron aprobadas definitivamente el 4 de enero de 1878. En principio, el instituto pasó por muchas dificultades debido a la reticencia de algunos obispos que pretendían hacer del instituto una obra propia. Luego de la aprobación pontificia, la congregación tuvo mayor autonomía y pudo iniciar el periodo de expansión, primero por Italia y luego por Suiza y Estados Unidos. De estas últimas surgieron congregaciones independientes tales como las Hermanas de la Adoración de la Preciosísima Sangre de O´Fallon.

## Organización
La Congregación de Adoratrices de la Sangre de Cristo es un instituto religioso de derecho pontificio y centralizado. El gobierno lo ejerce la superiora general, residente en Roma. Cargo que en la actualidad ocupa la religiosa india Mariamma Kunnackal.
Las preciosinas se dedican a la instrucción y educación cristiana de la juventud, a través de las escuelas administradas por la congregación. Sin embargo, sus actividades varían según la nación en donde se encuentren dedicándose sea a la misión o la pastoral asistencial de pobres y oprimidos. Dirigen además centros médicos, en donde ejercen la pastoral sanitaria. En definitiva, según ellas mismas, la congregación está abierta a ejercer su trabajo según las necesidades de la iglesia particular.
En 2015, el número de religiosas era de 1.403, distribuidas en 220 conventos, presentes en Albania, Alemania, Argentina, Australia, Austria, Bélgica, Bolivia, Bosnia Herzegovina, Brasil, Corea del Sur, Croacia, Guatemala, España, Estados Unidos, Filipinas, Guinea Bissau, India, Italia, Liechtenstein, Mozambique, Polonia, Rusia, Serbia, Suiza, Tanzania y Ucrania.

## Personajes
- Gaspar del Búfalo (1786-1837), santo, religioso italiano, fundador de la Congregación de la Preciosísima Sangre e inspirador del rama femenina. Fue beatificado por el papa Pío X, el 18 de diciembre de 1904 y canonizado por Pío XII el 12 de junio de 1954.[6]
- María de Mattias (1805-1866), santa, religiosa italiana, fundadora de la congregación. Fue beatificada por el papa Pío XII, el 1 de octubre de 1950 y canonizada por Juan Pablo II el 18 de mayo de 2003.[7]
- Serafina Cinque (1913-1988), venerable, religiosa brasileña, a quien en Brasil se conoce como el «ángel de la Amazonía» por ardua labor en favor de los más necesitados, en esa región. Fue declarada venerable por el papa Francisco el 27 de enero de 2014.[8]
- Mártires de Liberia, un grupo de religiosas adoratrices (Barbara Ann Muttra, María Joel Kolmer, Kathleen McGuire, Agnes Mueller, y Shirley Kolmer) violadas y asesinadas en octubre de 1992 por un grupo de soldados que luchaban en Liberia.[9]
- Nicla Spezzati (1948-), subsecretaria de la Congregación para los Institutos de Vida Consagrada y las Sociedades de Vida Apostólica desde 2011.